# Dickelsbach
Der Dickelsbach ist ein knapp 22 km langes Fließgewässer, welches im Süden Duisburgs von rechts in den Niederrhein mündet. 

## Name
Im Mittelalter wurde der Dickelsbach in amtlichen Dokumenten als „Beek“, „Beeck“ oder „Beick“ bezeichnet, was seinerzeit lediglich „Bach“ bedeutete. Sein heutiger Name entwickelte sich vermutlich erst um 1800 und leitete sich von dem seinen Unterlauf begleitenden kleinen Sommerdeich ab (Dickel: kleiner Deich). Dieser Deich schützte das Vorgelände der Duisburger Altstadt vor Überschwemmungen.

## Geographie

### Verlauf
Das 21,88 km lange Flüsschen entspringt im Ratingen-Höseler Grünpark Fernholz in den silikatischen Ausläufern des Bergischen Landes und nimmt seinen Lauf über Lintorf, Duisburg-Süd und mündet bei Duisburg-Hochfeld von rechts in den Rhein.
Auf seinem Weg von der Quelle bis zur Mündung ändert sich seine Struktur ausgesprochen häufig. So verläuft er in seinem Oberlauf zwischen Hösel und Lintorf weitgehend durch bodenständige Waldgebiete in einem fast natürlichen Flussbett, anschließend im Unterlauf jedoch meist als eingetiefter stark begradigter und nicht sehr fließdynamisches Gewässer in Siedlungsrandlage.
Bis zum großen Rheindurchbruch bei Essenberg im 10. Jahrhundert und dem sich anschließenden langsamen Verlanden des Rheinbettes vor der Duisburger Altstadt mündete das Flüsschen westlich der Stadt in den Rhein.

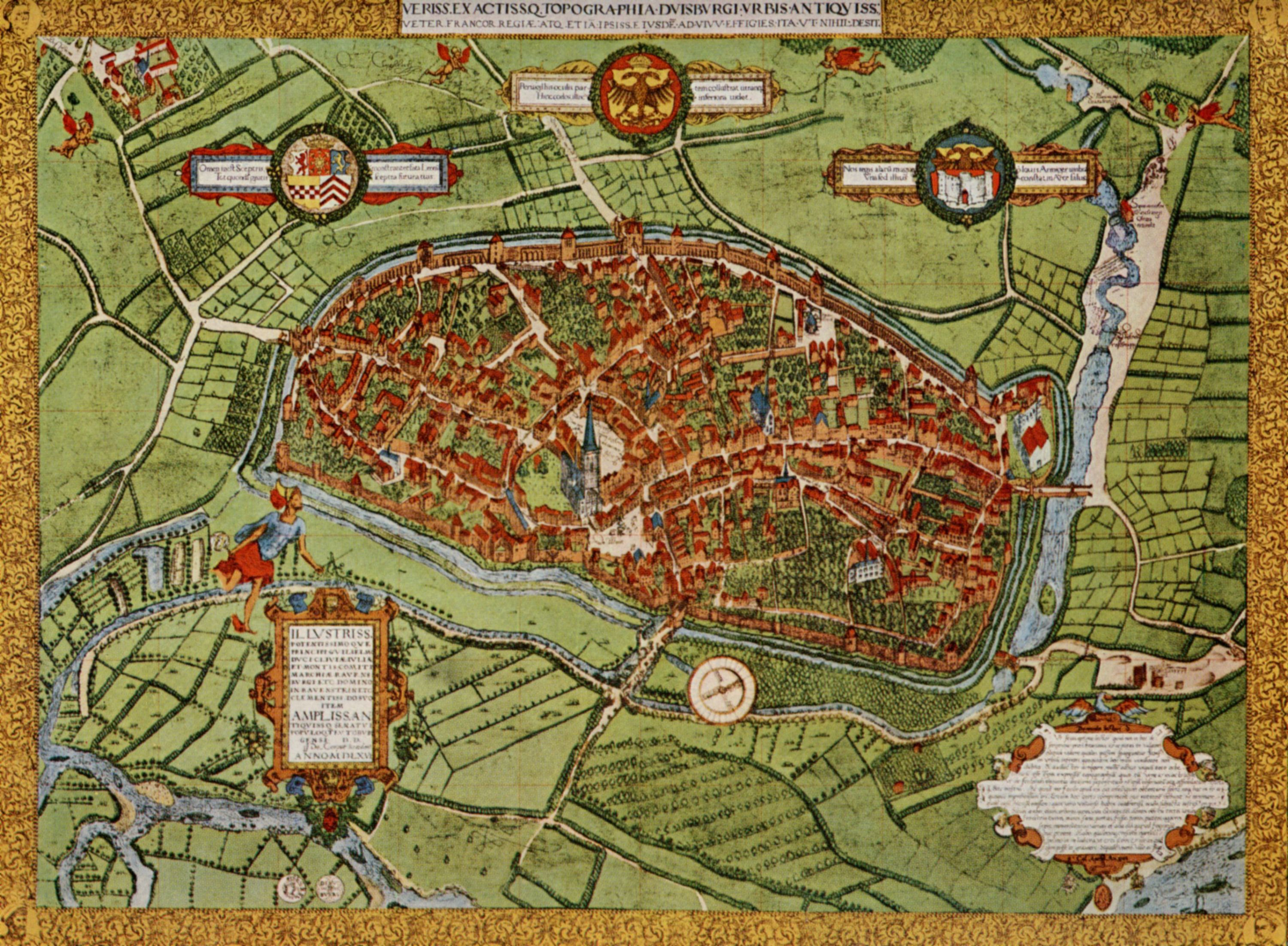
Auf dem Corputius-Plan sieht man den Verlauf des Dickelsbachs von Südwesten kommend (oben auf der Karte) südlich und westlich der Duisburger Stadtmauer fließend.

Danach benutzte der Dickelsbach den alten Rheinarm als Abflussbett und mündete in die Ruhr. Auf dem Corputius-Plan von 1566 ist er der einzige Wasserweg, der an Duisburg vorbeiführt; er führt bis an die südliche Stadtmauer und speiste auch den Stadtgraben. Die noch heute bestehende Beekstraße, seinerzeit die vornehmste Straße Duisburgs, führte von der Salvatorkirche zum damaligen „Beek“. Rhein und Ruhr verliefen damals in mehreren Kilometern Entfernung zu Duisburg. 
Nach dem Bau des heutigen Duisburger Hafens verlor der Dickelsbach seine Bedeutung für Duisburg, so dass man ihn später künstlich weit südlich des Duisburger Zentrums, teilweise verrohrt, zum näher gelegenen Rhein hin führte. In neuerer Zeit wurde ein Teilabschnitt bei Duisburg naturnah umgestaltet, doch kam es dort inzwischen zu starker Verschlammung.

### Zuflüsse
- Fernholzer Bach, von links in Hösel
- Kradgepotgraben, von rechts in Hösel
- Höseler Graben, von links nach Hösel
- Bellscheidter Graben, von links an der Kläranlage
- Eggerscheidter Bach, von links nahe Hülsdieken
- Plaggenbrucher Bach, von rechts
- Steinsiepenbach, von rechts bei Krummenweg
- Hummelsbach, von rechts bei Lintorf
- Sentgenscheider Graben, von links bei Lintorf
- Breitscheider Bach, von rechts östlich von Rahm
- Haubach, von rechts bei Wedau

## Galerie

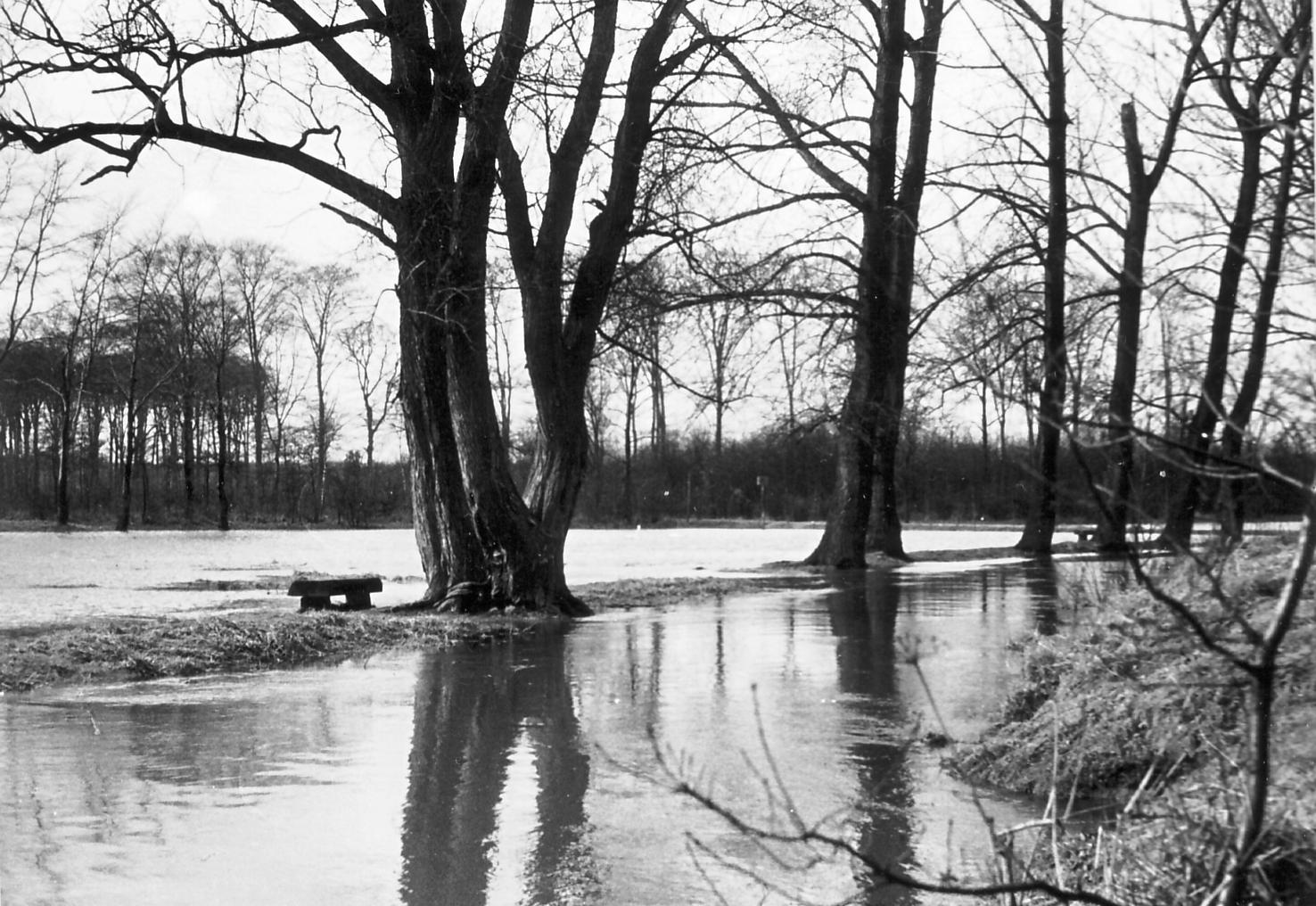
Hochwasser und überschwemmte …
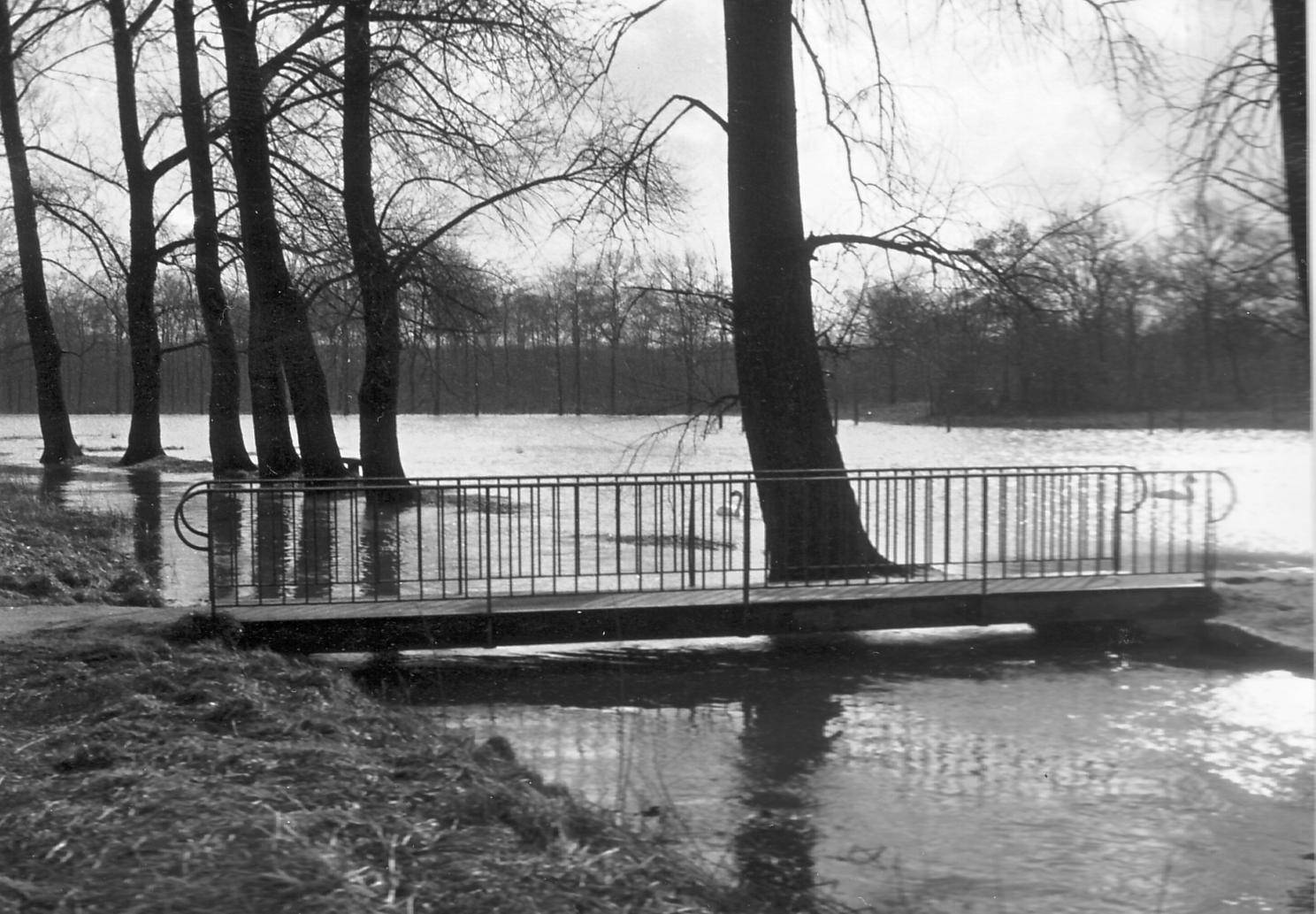
… Rehwiesen am 17. Februar 1962
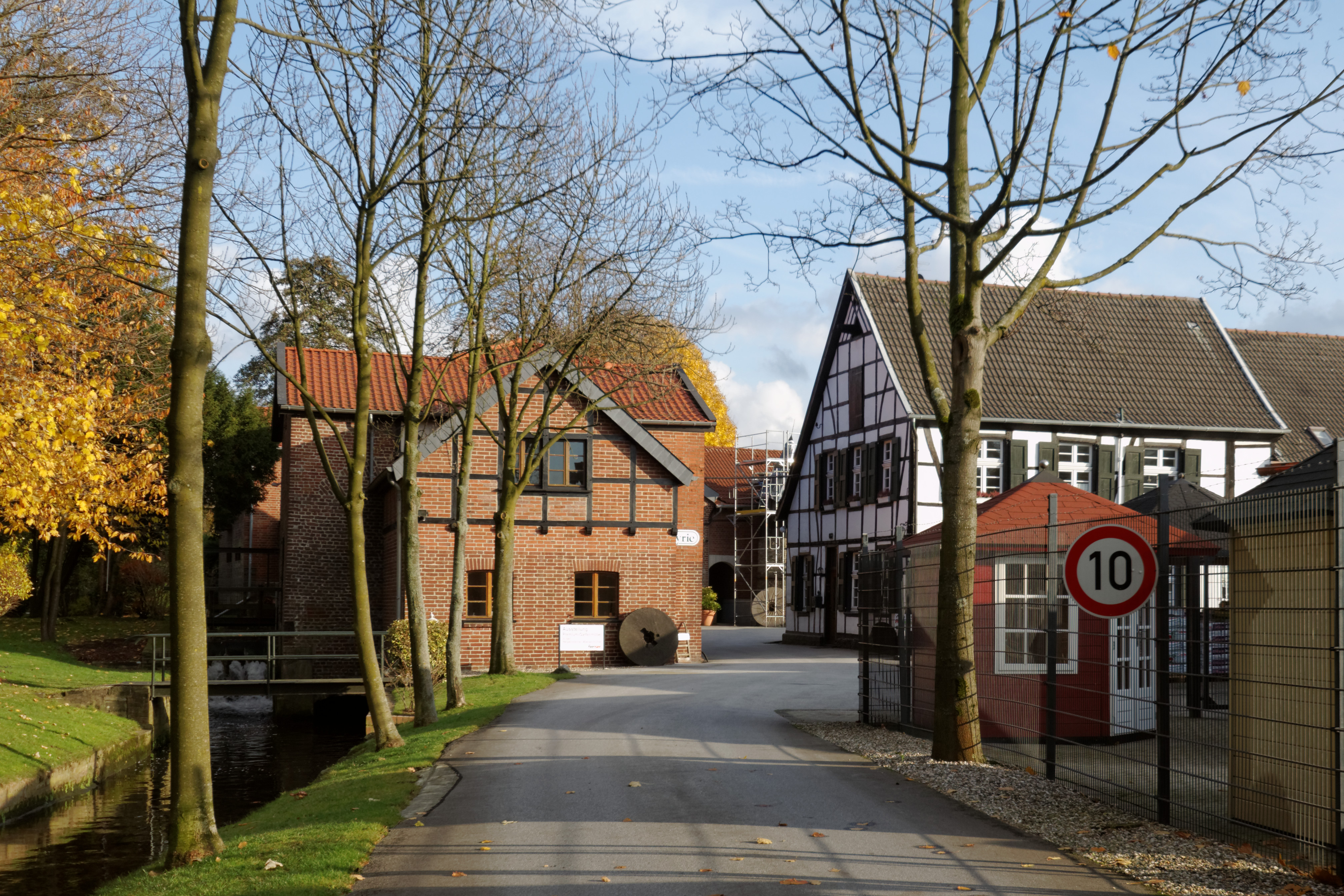
Helpensteinmühle in Ratingen-Lintorf